# Epilobium sarmentaceum
Epilobium sarmentaceum är en dunörtsväxtart som beskrevs av Haussk.. Epilobium sarmentaceum ingår i släktet dunörter, och familjen dunörtsväxter. Inga underarter finns listade i Catalogue of Life.